# Ateísmo implícito y explícito
(Los tamaños del diagrama no representan los tamaños relativos de las poblaciones.)

Diagrama mostrando la relación entre las definiciones de ateísmo fuerte/débil y explícito/implícito. Los ateos explícitos fuertes/positivos (en morado en la derecha) sostienen que "al menos una deidad existe" es una afirmación falsa. Los ateos explícitos débiles/negativos (en azul a la derecha) rechazan o evitan la "creencia" de que una deidad exista sin sostener que la afirmación que "al menos una deidad existe" sea falsa. Los ateos implícitos débiles/negativos (en azul a la izquierda) incluiría a la gente (por ejemplo, niños pequeños y algunas clases de agnósticos) que no creen en ninguna deidad, pero que no han rechazado explícitamente dicha creencia.(Los tamaños del diagrama no representan los tamaños relativos de las poblaciones.)

El ateísmo implícito y el ateísmo explícito son una subcategoría o subconjunto del ateísmo, ambos términos acuñados por George H. Smith. El ateísmo implícito fue definido por Smith como "la ausencia de creencia teísta sin un rechazo consciente de la misma". El ateísmo explícito se define entonces como "la ausencia de creencia teísta debido al rechazo consciente del mismo". Los ateos explícitos han considerado la existencia de deidades y han rechazado la creencia en ella. Los ateos implícitos, entonces, no han dado mucha o ninguna consideración a la existencia de deidades, o, aunque no creen en ellas, no han rechazado la fe.

## Ateísmo implícito
Smith define el ateísmo implícito como "la ausencia de creencia teísta sin el rechazo consciente del mismo". La "ausencia de creencia teísta" incluye todas las formas de "no creencia" en deidades. Esta definición entonces categorizaría como ateos implícitos a aquellos adultos que nunca han escuchado el concepto de deidades, y a aquellos adultos que no han dado ningún tipo de consideración a ese concepto. También están incluidos los agnósticos que afirman no creer en ninguna deidad (incluso si no se consideran a sí mismos ateos). Los niños también son incluidos, aunque, dependiendo del autor, puede o no incluir recién nacidos. Ya en 1772, Paul Henri Thiry d'Holbach afirmó que "Todos los niños nacen ateos; no tienen ninguna idea de Dios" Smith, por su parte, no menciona a los niños recién nacidos, pero claramente identifica como ateos a aquellos niños que no tienen conocimiento de ningún concepto de deidad.
La persona que no tenga conocimiento sobre el teísmo es un ateísta, puesto que no cree en un dios. Esta categoría también incluiría al niño que con la capacidad conceptual de comprender dichos temas, aún no tiene conocimiento de ellos. El hecho de que este niño no crea en un dios lo califica como ateo.
Ernest Nagel contradice la definición de ateísmo de Smith, que considera al ateísmo como simple "ausencia de teísmo", y reconociendo solamente al ateísmo explícito como verdadero ateísmo. 
Yo entiendo por "ateísmo" una crítica y un rechazo de las principales reivindicaciones de todas las variedades de teísmo... el ateísmo no debe ser identificado con pura descreimiento... Entonces, un niño que no ha recibido educación religiosa y nunca ha escuchado sobre Dios, no es un ateo - puesto que él no está negando las afirmaciones teístas. De manera similar, el caso de un adulto que ha abandonado la fe de sus padres sin reflexión sobre ello o por franca indiferencia a cualquier tema teológico, tampoco es un ateo - puesto que dicho adulto no está desafiando el teísmo y no profesa ningún punto de vista sobre el asunto.

## Ateísmo explícito
Smith observa que entre las motivaciones que derivan en ateísmo, hay algunas racionales y otras que no lo son. De las motivaciones racionales dice:
La más significativa variedad de ateísmo es el ateísmo explícito de naturaleza filosófica. Este ateísmo sostiente que la creencia en un dios es irracional y debe ser entonces rechazada. Dado que esta versión del ateísmo explícito se basa en la crítica de las creencias teístas, es descrito como ateísmo crítico.
Para Smith, el ateísmo explícito se puede subdividir en tres grupos:
- a) el punto de vista usualmente expresado con la afirmación "Yo no creo en la existencia de un dios o ser sobrenatural";
- b) el punto de vista usualmente expresado con la afirmación "Dios no existe" o "la existencia de Dios es imposible"; y
- c) el punto de vista que "se opone a discutir la existencia de un dios" porque "el concepto de un dios es ininteligible"[5]

A pesar de que Nagel se opone a identificar lo que Smith llama "ateísmo implícito" como ateísmo, ambos autores coinciden en las tres subdivisiones del "ateísmo explícito", aunque Nagel no utiliza el término "explícito". 

## Otras tipologías de ateísmo
La diferencia entre Nagel por un lado y Smith y d'Holbach por otro, ha sido atribuida a las diferentes posturas de los filósofos profesionales y de los propios componentes del ateísmo.
Los términos ateísmo débil y ateísmo fuerte (llamados también ateísmo negativo y ateísmo positivo) son a menudo utilizados como sinónimos de ateísmo implícito y ateísmo explícito. Sin embargo, la definición original y técnica de los ateísmos implícitos y explícitos tienen diferencias y se dinstinguen con las de ateísmo fuerte y débil. El "ateísmo explícito fuerte" incluye a los ateos que sostienen que es falso que una deidad exista. El "ateísmo explícito débil" incluye a los ateos que no creen en deidades pero que no sostienen si es verdad que dichas deidades no existan.
La gente que no utiliza la definición general de ateísmo, "ausencia de teísmo", utilizando en vez la más común "no creencia o rechazo de la existencia de un dios o dioses", no reconocerían la mera ausencia de creencia de deidades (ateísmo implícito) como un tipo de ateísmo, usando en su lugar otros términos, como escéptico o agnóstico.